# My Dinner with Hervé
Pour plus de détails, voir Fiche technique et Distribution.
My Dinner with Hervé ou Ma rencontre avec Hervé au Québec est un téléfilm américain écrit, coproduit et réalisé par Sacha Gervasi, diffusé en 2018. Il s'agit des derniers jours de l'acteur Hervé Villechaize.

## Synopsis
Danny Tate, journaliste et ancien alcoolique, est envoyé à Los Angeles pour interviewer l'écrivain Gore Vidal. Il doit, en outre faire un court article sur l'acteur Hervé Villechaize. Danny Tate rencontre l'acteur, se mettant en retard pour sa rencontre avec Gore Vidal qui refuse de répondre à l'interview.
Plus tard dans la nuit, Danny reçoit un appel de Hervé Villechaize, qui insiste pour poursuivre leur entretien. Danny Tate accepte, principalement pour s'empêcher de penser à boire. Hervé Villechaize arrive dans une limousine et les deux hommes partent à travers la ville. Hervé Villechaize commence alors à raconter les détails de son passé, ses parents, la vie avec son nanisme, sa relation avec sa mère, le ressentiment  et les efforts de son père pour trouver un traitement à son handicap. Il décrit son début de carrière en tant que peintre à Paris puis son départ pour les États-Unis après une agression. Arrivé à New York, il a la révélation de son avenir : devenir acteur. Il rencontre l'impresario Martin Rothstein de la William Morris Agency (en agressant ce dernier avec un couteau) et lui fait forte impression. Celui-ci lui trouvera son premier rôle, celui de Tric-Trac dans le film L'Homme au pistolet d'or. C'est le début de la gloire ainsi qu'un retour d'affection de sa mère. Malgré l'accueil très positif qu'il a reçu pour ce premier film, Hervé Villechaize reste quatre ans sans travail. Il raconte qu'il continuait à prier et bientôt, Martin Rothstein lui obtient un rôle dans la série L'Île fantastique. La série est un immense succès. Hervé Villechaize est au sommet de sa popularité. Il épouse Camille Hagen, jeune actrice rencontrée sur le plateau.
L'acteur et le journaliste échouent dans un club de striptease, où Hervé Villechaize essaie de forcer son acolyte à se remettre à boire et à succomber aux charmes des danseuses. Danny Tate succombe et vit mal cet échec personnel vis-à-vis de l'alcool. Hervé Villechaize le convainc néanmoins de continuer jusqu'au bout cette odyssée, au cours de laquelle l'acteur décide de prendre le volant de la limousine avec pertes et fracas. Danny Tate insiste pour connaître le détail de sa vie amoureuse alors qu'il était marié. Hervé Villechaize est furieux, mais finalement accepte de se livrer. Il commence par décrire les problèmes qu'il a rencontré sur la série, notamment ceux causés par Ricardo Montalbán qu'il accuse d'avoir fait supprimer ses lignes de dialogue. Le journaliste, archives de presse à l'appui, lui reproche d'avoir gâché sa carrière. L'acteur jette les coupures de presse par la fenêtre de la voiture et, alors qu'il fait encore nuit, l'entraîne chez son impresario. Martin Rothstein confirme les dires de l'artiste mais précise aussi qu'il existait une forte rivalité entre les deux acteurs et qu'Hervé Villechaize avait envenimé la situation en se mettant systématiquement en retard et en réclamant un cachet équivalent à celui de Montalban. De plus, il se bat avec Billy Barty, acteur nain célèbre qui lui demandait de modérer son comportement. Il finit par être licencié de la série. Les deux hommes quittent l'impresario. La discussion se poursuit dans la voiture et dégénère en bagarre au cours de laquelle Hervé Villechaize va jusqu'à tenir un couteau sous la gorge de Danny Tate. La dispute s'arrête là, et l'acteur emmène le journaliste sur les décors de la série, avouant qu'il est le seul à blâmer pour ce qui lui est arrivé.
Le récit se poursuit par la demande de divorce de sa femme, accompagnée d'une ordonnance d'interdiction. Hervé Villechaize présume qu'il a probablement essayé de la forcer à l'aimer mais que ce sentiment était illusoire. Pratiquement ruiné par son divorce, il survit en faisant des apparitions en tant que Tattoo, mais il ne supporte plus cette situation. Un soir, après l'une de ses apparitions, il s'enfuit et met le feu à son costume avant de  s'écrouler en larmes dans les bras de sa petite amie Kathy Self.
Danny Tate retourne à son hôtel après avoir accepté de revoir l'acteur plus tard dans la soirée. En rentrant, il retrouve un collègue arrivé pour le remplacer sur l'interview de Gore Vidal. Déboussolé, il revoit ses échecs, notamment son propre divorce dû à son infidélité et son alcoolisme. Il appelle son ex-femme Katie pour s'excuser et lui dire qu'il accepte enfin de ne pouvoir arranger les choses entre eux. Plus tard, il rencontre à nouveau Hervé Villechaize  avant de repartir pour l'Angleterre.
Alors qu'il est sur l'écriture de son article, le journaliste apprend le suicide d'Hervé Villechaize peu de temps après qu'ils se sont quittés. Il présente son article à son rédacteur en chef qui lui ordonne de réduire considérablement. Il préfère démissionner, et à la place commence à écrire un livre, intitulé My Dinner with Hervé.

## Fiche technique
Sauf indication contraire, les informations mentionnées dans cette section peuvent être confirmées par la base de données cinématographiques IMDb,  présente dans la section « Liens externes ».
- Titre original et français : My Dinner with Hervé
- Titre québécois : Ma rencontre avec Hervé
- Réalisation : Sacha Gervasi
- Scénario : Sacha Gervasi, d'après l'histoire de Sacha Gervasi et Sean Macaulay
- Musique : David Norland
- Direction artistique : Grant Bailey
- Décors : Jeremy Reed
- Costumes : Julie Weiss
- Photographie : Maryse Alberti
- Montage : Carol Littleton
- Production : Nathalie Tanner

Production associée : Adam Pond
Production déléguée : Garrett Basch, Jessica de Rothschild, Peter Dinklage, Sacha Gervasi, David Ginsberg, Ross Katz, Richard Middleton et Steven Zaillian
- Sociétés de production : HBO Films ; Daredevil Films, Estuary Films et Film Rites (coproductions)
- Pays d'origine :  États-Unis
- Langue originale : anglais
- Format : couleur - 16/9 HD - son Dolby Digital
- Genre : biographie, drame psychologie
- Durée : 110 minutes
- Dates de première diffusion[1] :
  - États-Unis : 20 octobre 2018 (HBO)
  - France : 30 décembre 2018 (OCS City)

## Distribution

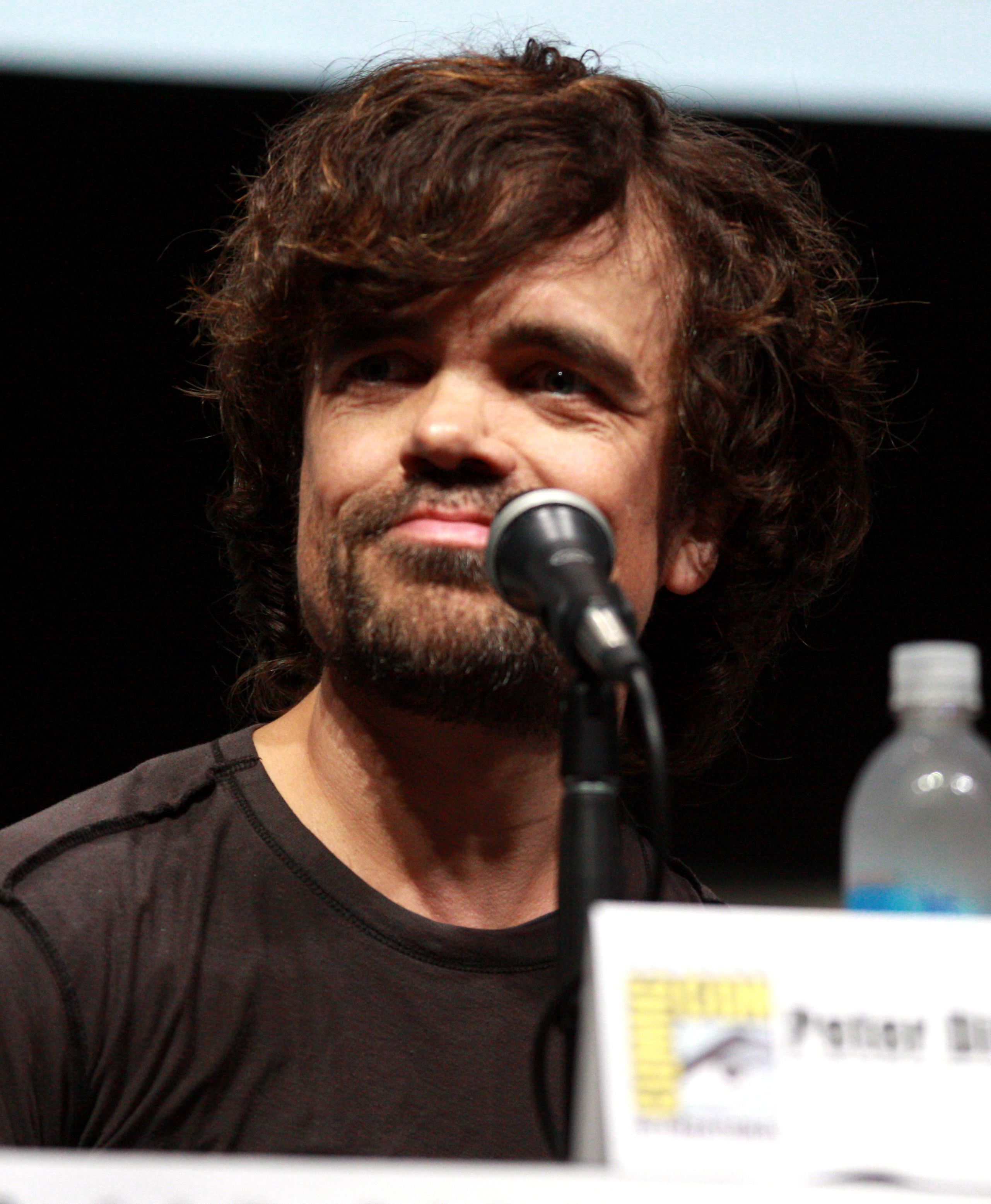
Peter Dinklage incarne Hervé Villechaize dans le film.

- Peter Dinklage (VF : Constantin Pappas) : Hervé Villechaize
- Jamie Dornan (VF : Valentin Merlet) : Danny Tate
- Andy García (VF : Bernard Gabay) : Ricardo Montalbán
- Mireille Enos (VF : Hélène Bizot) : Kathy Self
- Oona Chaplin (VF : Ethel Houbiers) : Katie
- Harriet Walter : Baskin
- David Strathairn (VF : Hervé Bellon) : Marty Rothstein
- Mark Povinelli : Billy Barty
- Helena Mattsson : Britt Ekland
- Wallace Langham (VF : Jérémy Prévost) : Aaron Spelling
- Michael Elwyn : Gore Vidal
- Ashleigh Brewer : Camille Hagen
- Mark Umbers : Roger Moore

 Source et légende : version française (VF) sur RS Doublage

## Production

### Développement
Peter Dinklage et l'auteur-réalisateur Sacha Gervasi ont passé plusieurs années à écrire et à produire ce film sur les derniers jours de l'acteur Hervé Villechaize, qui s'est suicidé peu de temps après un entretien avec Gervasi en 1993. Peter Dinklage étincelle dans le rôle-titre de My Dinner with Hervé,.
En mai 2017, le projet est approuvé par la chaîne HBO, avec Peter Dinklage aux côtés de Jamie Dornan.

### Distribution des rôles
En juin 2017, Andy García est engagé pour jouer l'autre star de L'Île fantastique, Ricardo Montalbán. Le 23 juin 2017, Mireille Enos, Oona Chaplin et Harriet Walter rejoignent la distribution. Le 27 juin 2017, David Strathairn accepte le rôle de l'impresario. Le 28 juillet 2017, c'est au tour de Mark Povinelli et Helena Mattsson d'arriver.

### Tournage
Le tournage débute en juin 2017.

## Accueil

### Diffusion
Le film est diffusé le 20 octobre 2018 sur la chaîne de télévision HBO, il reçoit un accueil positif de la critique, qui salue les performances de Peter Dinklage et Jamie Dornan.

### Critiques
Sur Metacritic, le film a une moyenne pondérée de 68 sur 100 sur la base de 10 critiques, en indiquant "des critiques généralement favorables". Rotten Tomatoeslui  donne une note de 82%, basée sur 22 avis, avec un score moyen est de 7.1/10. Un site de critique[Lequel ?] écrit : « Mon Dîner avec Hervé offre une narration sur la célébrité et de l'infamie, mais avec de formidables performances de Peter Dinklage et Jamie Dornan qui y trouve la dimensionnalité et le pathos de Hervé Villechaize l'homme ».